# Boluo

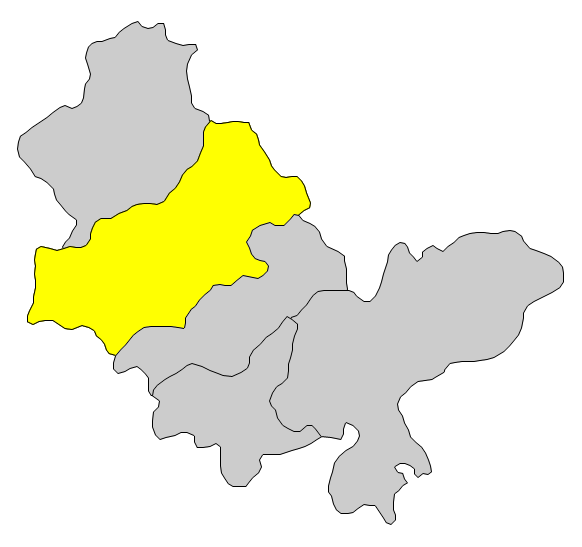
Lage des Kreises Boluo innerhalb des Verwaltungsgebietes von Huizhou

Boluo (chinesisch 博羅縣 / 博罗县, Pinyin Bóluó Xiàn) ist ein Kreis in der südchinesischen Provinz Guangdong. Er gehört zum Verwaltungsgebiet der bezirksfreien Stadt Huizhou und grenzt unmittelbar an den Stadtbezirk Huizhou an. Boluo hat eine Fläche von 2.855 km² und zählt 1.210.878 Einwohner (Stand: Zensus 2020).
Der daoistische Tempel Chongxu Guguan (沖虛古觀 / 冲虚古观) im Luofu-Gebirge (羅浮山 / 罗浮山) liegt auf seinem Gebiet.
Mit Hallstatt See-Huizhou wurde die Kopie des gleichnamigen österreichischen Weltkulturerbe Hallstatt See nachgebaut, inklusive neu angelegtem See. Um den nacherstellten Dorfkern liegt eine öffentlich nicht zugängliche exklusive Wohnanlage, die vor allem wohlhabenden Chinesen auch aus den nahgelegenen Großstädten wie Guangzhou, Shenzhen oder Hongkong als Wohn- oder Zweitwohnsitz dient. Das am 2. Juni 2012 eröffnete Projekt wurde  von Minmetals Land (1), der in Hongkong börsennotierten hundertprozentigen Tochtergesellschaft Chinas größten und staatseigenen Minen- und Stahlkonzern Minmetals Corp. erstellt und wird  offiziell als Hallstatt See-Huizhou geführt. Es ist damit zugleich ein Nationales Projekt (2/3), mit einer direkten Führungsstruktur nach Peking. Mit einem internationalen Bekanntheitsgrad und einem 4 Sterne Ranking von 5 möglichen gehört das Projekt Hallstatt See Huizhou zu einer der meistbesuchten Touristenattraktionen des südchinesischen Raums, das, durch seine zentrale Lage in dem sich heute von Huizhou nach Shenzhen erstreckenden "Silicon Valley" Chinas (4), auch als repräsentatives Forum für den Austausch mit Wirtschafts- und Handelsdelegationen speziell aus dem südchinesischen Raum und Hongkong dient.
In Boluo befindet sich ebenfalls das 2015 eröffnete "Huizhou Olympiastadion".